# Cara Buono
Cara Buono (Bronx, Nova York, 1 de març de 1971) és una actriu estatunidenca, coneguda pels seus papers a les sèries de televisió The Sopranos, Mad Men i Stranger Things.

## Filmografia

### Cinema
| Any  | Títol                                                | Paper               | Notes        |
| ---- | ---------------------------------------------------- | ------------------- | ------------ |
| 1992 | Gladiator                                            | Dawn                |              |
| 1992 | El país de l'aigua (Waterland)                       | Judy Dobson         |              |
| 1994 | The Cowboy Way                                       | Teresa Salazar      |              |
| 1995 | El corredor de la mort (Killer: A Journal of Murder) | Esther Lesser       |              |
| 1995 | Kicking and Screaming                                | Kate                |              |
| 1997 | Made Men                                             | Toni-Ann Antonelli  |              |
| 1998 | Next Stop Wonderland                                 | Julie               |              |
| 1998 | River Red                                            | Rachel              |              |
| 1999 | Man of the Century                                   | Virginia Clemens    |              |
| 1999 | Two Ninas                                            | Nina Cohen          |              |
| 1999 | Chutney Popcorn                                      | Janis               |              |
| 2000 | Happy Accidents                                      | Bette               |              |
| 2000 | Takedown                                             | Christina Painter   |              |
| 2000 | Attention Shoppers                                   | Claire Suarez       |              |
| 2003 | Hulk                                                 | Edith Banner        |              |
| 2004 | From Other Worlds                                    | Joanne Schwartzbaum |              |
| 2006 | Artie Lange's Beer League                            | Linda Salvo         |              |
| 2007 | Cthulhu                                              | Dannie Marsh        |              |
| 2010 | Betrayed                                             | Amy Waite           | curtmetratge |
| 2010 | Stuff                                                | Madeline            | curtmetratge |
| 2010 | Let Me In                                            | mare d'Owen         |              |
| 2012 | The Discoverers                                      | Nell                |              |
| 2014 | A Good Marriage                                      | Betty Pike          |              |
| 2015 | Paper Towns                                          | Connie Jacobsen     |              |
| 2015 | Half the Perfect World                               | Sonia               |              |
| 2018 | Monsters and Men                                     | Stacey              |              |

### Televisió
| Any          | Títol                                  | Paper                  | Notes                                   |
| ------------ | -------------------------------------- | ---------------------- | --------------------------------------- |
| 1989         | Dream Street                           | Joann                  | 2 episodis                              |
| 1991         | CBS Schoolbreak Special                | Abby Morris            | Episodi: "Abby, My Love"                |
| 1992         | I'll Fly Away                          | Diane                  | 3 episodis                              |
| 1993         | Tribeca                                | Rose Polito            | Episodi: "The Hopeless Romantic"        |
| 1993         | Victim of Love: The Shannon Mohr Story | Tracey Lien            | telefilm                                |
| 1995         | The Single Guy                         | Christie               | Episodi: "Tennis"                       |
| 1996         | New York Undercover                    | Connie                 | Episodi: "A Time to Kill"               |
| 1996         | Law & Order                            | Shelly Taggert         | Episodi: "Girlfriends"                  |
| 1998         | Law & Order                            | Alice Simonelli        | Episodi: "Punk"                         |
| 1999         | Deep in My Heart                       | jove Gerry Cummins     | telefilm                                |
| 2001         | Family Law                             | Carly Hanson           | Episodi: "Intentions"                   |
| 2002         | Law & Order: Criminal Intent           | Charlotte Fielding     | Episodi: "Phantom"                      |
| 2002         | CSI: Crime Scene Investigation         | Tracy Logan            | Episodi: "Chasing the Bus"              |
| 2003         | Miss Match                             | Michelle Schiff        | Episodi: "The Love Bandit"              |
| 2004         | Six Months to Live                     | Alice                  | Episodi: "1.1"                          |
| 2004–05      | Third Watch                            | Grace Foster           | 22 episodis                             |
| 2006–07      | The Sopranos                           | Kelli Moltisanti       | 7 episodis                              |
| 2007         | Law & Order                            | Attorney Shannon       | Episodi: "Melting Pot"                  |
| 2007         | Queens Supreme                         | Bettina Martinelli     | Episodi: "That Voodoo That You Do"      |
| 2007         | The Dead Zone                          | Sheriff Anna Turner    | 6 episodis                              |
| 2008         | Law & Order: Special Victims Unit      | Rachel Zelinsky        | Episodi: "Unorthodox"                   |
| 2008         | The Unquiet                            | Julie Bishop           | telefilm                                |
| 2009         | ER                                     | Lisa Salamunovich      | Episodi: "And in the End..."            |
| 2009         | NCIS                                   | Navy Cdr. Sarah Resnik | Episodi: "Power Down"                   |
| 2010         | Mad Men                                | Faye Miller            | 10 episodis                             |
| 2011         | Brothers & Sisters                     | Rose                   | 3 episodis                              |
| 2011         | Hawaii 5.0                             | Agent Allison Marsh    | Episodi: "Ho'opa'i"                     |
| 2011         | A Gifted Man                           | Carol Gordan           | Episodi: "In Case of Discomfort"        |
| 2012         | Drew Peterson: Untouchable             | Kathleen Savio         | telefilm                                |
| 2013         | Castle                                 | Siobhan O'Doul         | Episodi: "The Wild Rover"               |
| 2013         | The Good Wife                          | Charlene Peterson      | Episodi: "A More Perfect Union"         |
| 2014         | The Carrie Diaries                     | Penny                  | Episodi: "Hungry Like the Wolf"         |
| 2014         | Elementary                             | Sarah Cushing          | Episodi: "Ears to You"                  |
| 2014–15      | Person of Interest                     | Martine Rousseau       | 8 episodis                              |
| 2015         | The Mysteries of Laura                 | Julia Davis            | Episodi: "The Mystery of the Taken Boy" |
| 2016–present | Stranger Things                        | Karen Wheeler          | 15 episodis                             |
| 2017         | The Blacklist: Redemption              | Anna Copeland          | Episodi: "Leland Bray"                  |
| 2017         | Bull                                   | Amaya Andrews          | Episodi: "The Illusion of Control"      |
| 2018         | The Romanoffs                          | Debbie Newman          | Episodi: "Bright and High Circle"       |